# Marie Quinodoz
Pour les articles homonymes, voir Quinodoz.
Marie Quinodoz, dite Marie des collines, née le 2 décembre 1914 à Evolène et morte en 1979, est une tenancière, exploitante agricole, historienne autodidacte suisse et fondatrice de la Société de développement de La Sage.

## Biographie
Marie Quinodoz dite Marie des Collines est née le 2 décembre 1914 à Evolène dans le village de La Sage, situé dans le Val d'Hérens en Valais. Autodidacte, elle contribue au développement social et culturel de sa région. Ses parents sont Joseph Quinodoz dit "le régent" et Marie Gaspoz dite « La fileuse ». Marie Quinodoz épouse Pierre Follonier en 1947. Elle garde son nom de jeune fille selon la coutume régionale. Dans le patois d'Evolène les gens du pays la nomment « La Màrie Quinod » ou « La Màr'knod » dénominations difficiles à transcrire étant donné l'oralité du patois. À partir de l'ouverture du Café des Collines en 1960 chacun l'appelle "Marie des Collines" en patois « La Màrie des Collines ».

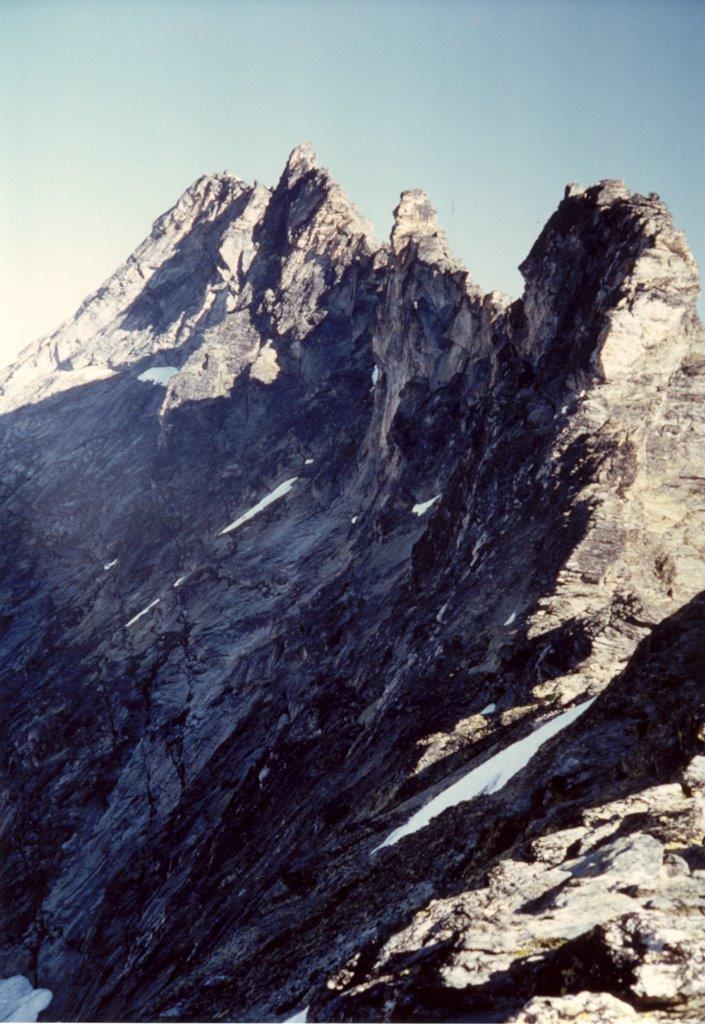
La Petite dent de Veisivi depuis la Grande dent de Veisivi.

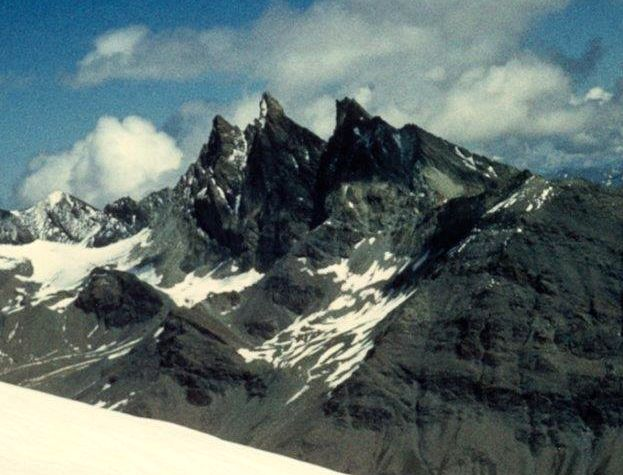
Aiguilles Rouges d'Arolla (3646 m) versant ouest.

Marie Quinodoz pratiqua l'alpinisme et le ski en compagnie d'Andrée Weitzel, fondatrice du service complémentaire féminin de l'armée suisse (SCF). Elle gravit Les Aiguilles rouges, les dents de Veisivi, le Pigne d'Arolla, la dent Blanche, et le Cervin.

### Enfance
Dans l'impossibilité de suivre un cursus scolaire du fait de la maladie de son père, elle reprend seule la responsabilité du domaine familial à l'âge de 14 ans (1928). Elle s'intéresse à l'apiculture et obtient la médaille valaisanne d'apiculture en 1933, à l'âge de 19 ans.
Pendant son enfance, Marie et sa famille côtoient de nombreux artistes peintres venus planter leur chevalet dans cette région, attirés pas la lumière du lieu et par la typicité des costumes traditionnels d'Evolène. Ils ont certainement vu à l’œuvre Ernest Bieler (1863-1948), Édouard Vallet (1876-1929), Raphy Dallèves (1878-1940), François de Ribaupierre (1886-1981) ainsi que d'autres artistes appartenant à "l'école de Savièse".
Après le décès de son frère aîné en 1930, Marie Quinodoz est secondée dans ses tâches par Marie Maître.
Elle use de son intelligence pour tirer le meilleur parti de sa situation retirée.

### Réalisations
Elle étudie de nombreux documents anciens de plusieurs siècles. Elle collecte et conserve des actes de transfert de propriété écrits en latin sur parchemin dont les premiers remontent au XIVe siècle. Simultanément elle répertorie de manière systématique les noms de lieux de la région en patois d'Evolène (langue orale), ainsi que les noms des plantes médicinales. Elle prend des notes sur les us et coutumes de la région, et sur la signification des costumes traditionnels. En 1977, Marie Quinodoz confie les photocopies de centaines de documents aux archives de l'État du Valais. Ces documents répertoriés de 1505 à 1759 regroupent actes notariés, testaments, actes de ventes, contrats de mariage. Des répertoires de noms locaux (toponymes) du territoire de la commune d'Evolène, des tableaux généalogiques provenant de l'abbé Antoine Gaspoz, accompagnés de notes concernant l'histoire religieuse et profane des villages du Val d'Hérens sont déposés dans ces archives.
En 1934, en compagnie de jeunes gens de La Sage, elle crée la Société de développement destinée à mettre en valeur les capacités touristiques de la région et donc de favoriser le tourisme régional.
En 1939 elle est nommée membre du comité de l'alpage de Zathey situé à 2480 m d'altitude. Elle participe à la rénovation des "chottes" sorte de cabanes destinées à protéger les bergers. Les travaux d'édifications en dur sont entrepris avec l'aide de l'armée suisse. Monsieur Roger Bonvin, capitaine et commandant de la Brigade de montagne 10 intervient en sa faveur et appuie sa démarche, ce malgré le début de la guerre. Les travaux se terminent en 1943. L'alpage est toujours utilisé de nos jours.
En 1960 elle ouvre à La Sage un café littéraire et philosophique. Ce lieu attira des artistes et musiciens tels que Maurice Aufair, Henri Dutilleux, Émile de Ribaupierre. Le matériau principal en est le bois de mélèze. La poutre maîtresse porte une inscription latine tirée d'un poème d'Horace. « Lucis amans gens es noctem tenebrasque perosa » (« Tu es d'une race qui aime la lumière et déteste la nuit et les ténèbres »)

## Publications
Les publications de Marie Quinodoz peuvent être consultées dans le réseau de bibliothèques publiques du canton du Valais en Suisse.
- Olèïnna : dictionnaire du patois d'Evolène ; texte original revu et préparé pour la publication par Pierre Knecht, La Sage/Evolène : Éd. par la famille de l'autrice, 215 p, 2004 (réédition)
- Après un an et demi de récession, comment nous sentons-nous?, in Annuaire de la Nouvelle société helvétique, 47, 1976 p. 183-189
- Relations entre citadins et paysans, in annales Valaisannes, Sion, Série 2, année 45 (1970) p 147-154
- Les conditions d'existence du paysan de la montagne et ses rapports avec le citadin en villégiature : exposé fait à La Sage, le 1er octobre 1966 au "Chapitre d'été" des Comices agricoles de Sion